# Insect Biochemistry and Molecular Biology
Insect Biochemistry and Molecular Biology – międzynarodowe, recenzowane czasopismo naukowe publikujące w dziedzinie entomologii.
Pismo wydawane jest Elsevier. Zakresem obejmuje biochemię i biologię molekularną owadów i innych stawonogów, a szczególnie tematykę neurochemii, biochemii hormonów i feromonów, enzymów i metabolizmu, działania hormonów i regulacji genów, charakterystyki i struktury genów, farmakologii, immunologii oraz hodowli komórek i tkanek.
W 2014 impact factor pisma wyniósł 3,450, pięcioletni IF 3,650, a wskaźnik SNIP 1,109.